# Moggridgea whytei
Moggridgea whytei är en spindelart som beskrevs av Pocock 1897. Moggridgea whytei ingår i släktet Moggridgea och familjen Migidae. Inga underarter finns listade i Catalogue of Life.